# Oedipus Brewing
Oedipus Brewing is een Nederlandse brouwerij opgericht in 2012 en gevestigd in Amsterdam. De brouwerij verwierf bekendheid met kleurrijke bieretiketten en populaire speciaalbieren zoals Mannenliefde, Thai Thai en Gaia. In 2023 werd de brouwerij volledig overgenomen door Heineken.

## Geschiedenis

### Oprichting
Oedipus Brewing werd in 2012 opgericht door vier vrienden: Alex Mager, Paul Brouwer, Rick Nelson en Sander Nederveen. Ze leerden elkaar kennen in de American BeerBar BeerTemple in Amsterdam, waar zij werkten. Op 24 augustus 2011 brouwden ze hun eerste bier.
In hun eerste jaar maakten ze ongeveer honderd brouwsels, die ze verkochten op markten, braderieën en bierfestivals. Zo kwamen ze ook in contact met horecaondernemers, die hun eerste klanten werden. Een van de eerste succesvolle bieren was Mannenliefde, een saison met citroengras en szechuanpepers. In 2012 besloten ze zich in te schrijven bij de Kamer van Koophandel en het bier op grotere schaal te brouwen. Dit deden ze bij Brouwerij de Molen in Bodegraven en later ook bij Brouwerij Anders in België.

### Groei

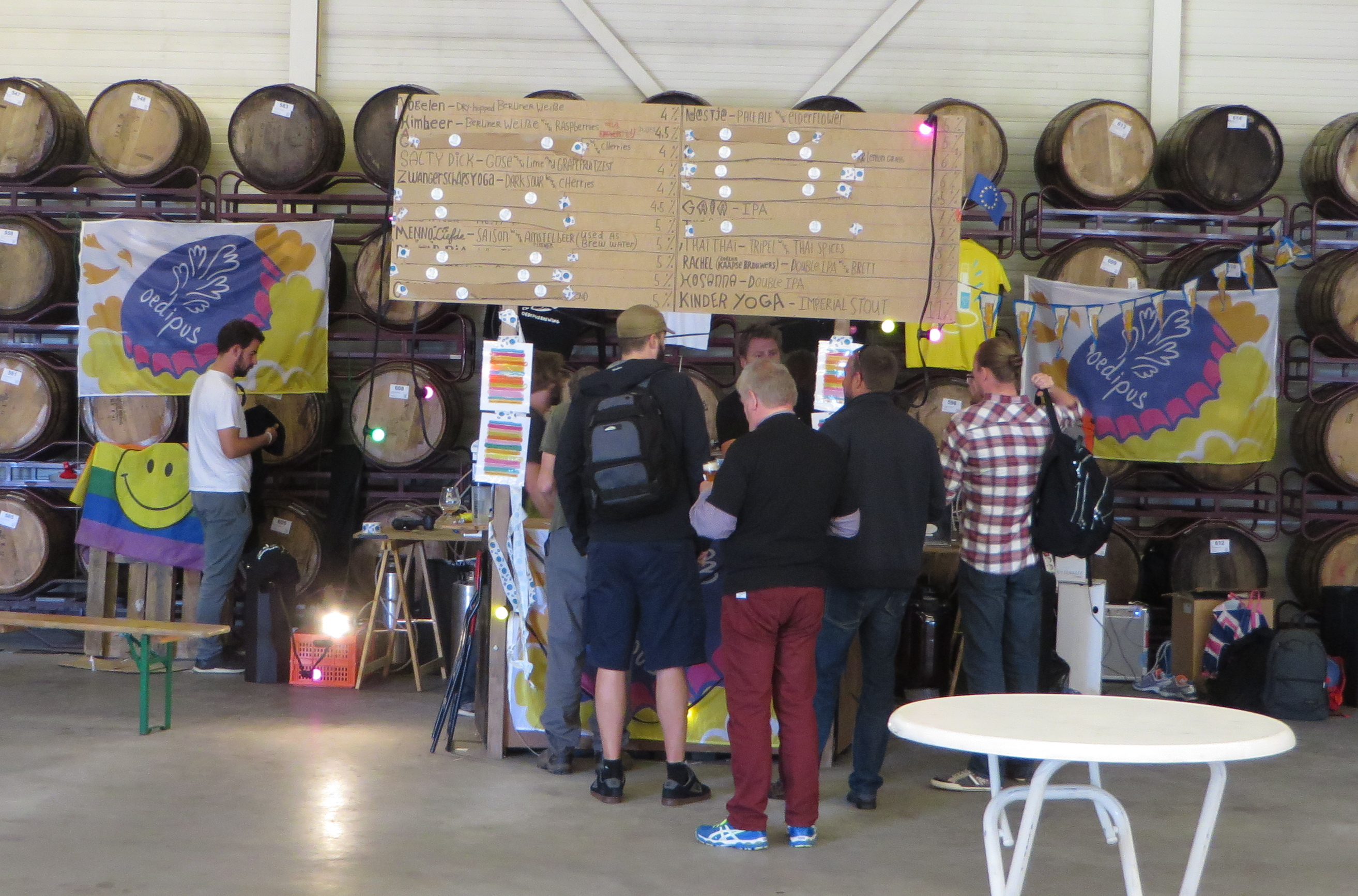
Een stand van Oedipus bij het Borefts-bierfestival in 2015

In 2012 werd de eerste editie van het Kimchi Festival georganiseerd, een evenement van Oedipus dat bier, eten en lokale muziek combineerde. Het festival ontstond uit het radioprogramma Kimchi Radio van oprichter Rick Nelson. Het festival kende vijf edities, waarvan de laatste in 2016.
In 2013 lanceerde Oedipus een crowdfundingcampagne om hun eerste brewpub bij het Westerdok in Amsterdam te openen. De campagne was succesvol, met €100.000 opgehaald van 266 investeerders. Helaas bleek de locatie uiteindelijk niet geschikt door onverwachte bureaucratische obstakels: de verhuurder ontdekte dat horeca niet was toegestaan in de splitsingsakte van de Vereniging van Eigenaren.
Deze tegenslag bracht Oedipus ertoe het bedrijfsmodel te herzien. In 2014 trad Tristan Spits toe als algemeen directeur, kort nadat hij zijn zonne-energiebedrijf had verkocht. Geïntrigeerd door de succesvolle crowdfundingcampagne, besloot Spits het bedrijf te benaderen. Hij wist de oprichters te overtuigen van zijn visie voor de toekomstige groei van Oedipus. De oprichters, die op zoek waren naar financiële en zakelijke expertise, verwelkomden hem als nieuwe directeur. Spits hielp bij het implementeren van een nieuwe structuur binnen het bedrijf, waarbij de oprichters vaste rollen aannamen. Rick Nelson werd bijvoorbeeld creatief directeur, terwijl Sander Nederveen zich op het brouwen ging richten en hoofdbrouwer werd.
Met de wens om verder te groeien, begon Oedipus in 2015 te zoeken naar een nieuwe, productiegerichte locatie. Deze werd gevonden in Amsterdam-Noord. De opbrengst van de crowdfunding werd gebruikt voor de verbouwing van het pand, de aanschaf van apparatuur en werkkapitaal. In december 2015 startte Oedipus een tweede crowdfundingcampagne om zonnepanelen op het dak van de nieuwe locatie te financieren.
Oedipus groeide snel en bracht een reeks succesvolle bieren op de markt, waaronder Thai Thai, Mama en Gaia. Oedipus bleef actief deelnemen aan bierfestivals en organiseerde eigen evenementen, zoals het Oedipus International Beer Festival in 2016, een voortzetting van het Kimchi Festival. In 2018 lanceerde ze Planet Oedipus, een festival dat plaatsvond bij stadsboerderij NoordOogst in Amsterdam-Noord. Datzelfde jaar besloot oprichter Rick Nelson het bedrijf te verlaten, omdat zijn interesses waren veranderd en hij zich meer wilde richten op andere projecten.

### Overname
In 2019 ontstonden de plannen voor "Oedipus Galaxy", waaronder een boerderijbrouwerij, een podium voor muziek en culturele evenementen, en een nieuwe bar. Omdat de realisatie veel geld en ruimte vereiste, zochten de oprichters een partner en begonnen gesprekken met andere brouwerijen en bedrijven, waaronder Heineken. Dit leidde in 2019 tot de verwerving van een minderheidsbelang door Heineken, wat Oedipus toegang gaf tot de kennis en middelen van Heineken, terwijl Heineken beter inzicht kreeg in de opkomende craftbiermarkt. Ondanks de samenwerking behield Oedipus zijn onafhankelijkheid.
Oprichter Alex Mager verliet kort daarna het bedrijf om meer tijd met zijn gezin door te brengen, wat niet te combineren was met de ambitieuze plannen van het bedrijf. In september 2020 begon Frederik van Droffelaar als algemeen directeur bij Oedipus Brewing, na eerder zakelijk directeur te zijn geweest.
De brouwerij bleef experimenteren met nieuwe bieren en opende in 2020 een tweede locatie, Badhuis Oedipus, in Amsterdam-Oost. In juni 2023 nam Heineken Oedipus volledig over door de resterende aandelen te verwerven. Oedipus behield echter zijn autonomie. Deze overname paste in een bredere trend waarbij grote brouwerijen investeerden in craftbiermerken om hun portfolio te diversifiëren en in te spelen op de groeiende vraag naar speciaalbieren. Eerdere voorbeelden hiervan zijn Heinekens acquisities van Lagunitas en Beavertown Brewery.
In 2024 opende Oedipus Brewing de Oedipus Craft Space in Amsterdam-Noord. Deze locatie fungeert als hun nieuwe brouwerij en als taproom.

## Bieren

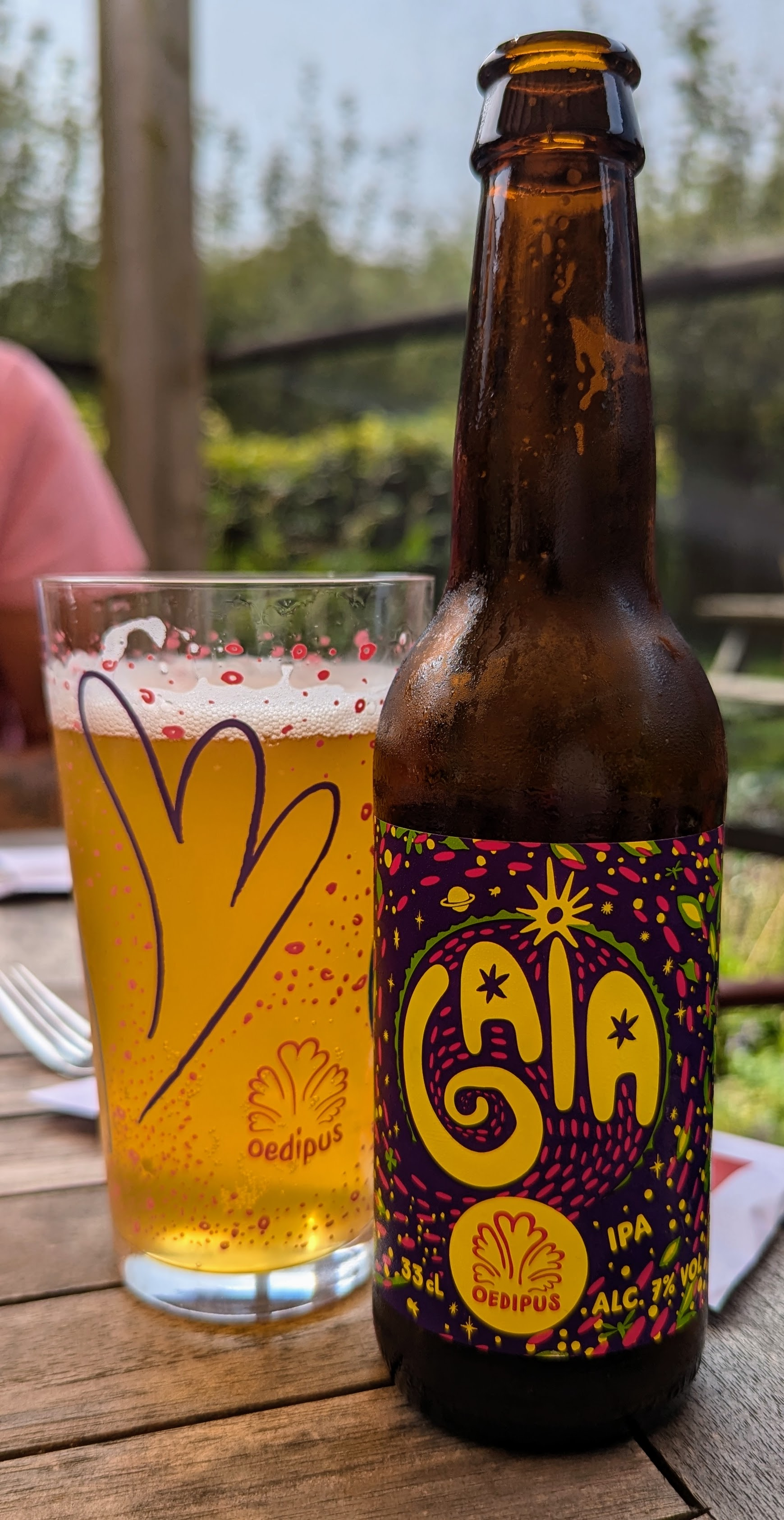
Een fles en glas Gaia van Oedipus

Oedipus Brewing biedt een gevarieerd assortiment bieren, van traditionele stijlen zoals pilsners en witbieren tot meer experimentele varianten zoals spicy tripels en mango sours. Ook besteden ze aandacht aan opvallende branding, wat bijdraagt aan hun herkenbaarheid binnen de Nederlandse biercultuur. Voor de etiketten van het vaste assortiment werkt Oedipus regelmatig samen met ontwerper Victor Brangolo.
Het vaste assortiment van Oedipus bestaat uit:
- Mannenliefde: Saison, 6%
- Thai Thai: Kruidige tripel, 8%
- Panty: Stout, 6%
- Swingers: Gose met citroen, 4%
- Gaia: India Pale Ale, 7%
- Polyamorie: Mango Sour, 5%
- Strip: Witbier, 5%
- Oedipus Pilsner: Pils, 5%
- País Tropical: India Pale Ale, 5%
- Dorinku: Citrusbier, 0,5%
- Avatar: India Pale Lager, 4%

Daarnaast biedt Oedipus seizoensbieren, zoals:
- Remix: Kellerbier, 6%
- Dodo: California Common, 6%
- Madeleine: Bokbier, 6%
- Multiball: Imperial Mild Ale, 7%

## Samenwerkingen
Oedipus Brewing heeft in de loop der jaren verschillende samenwerkingen opgezet. Het bedrijf werkte samen met zowel Nederlandse en internationale brouwerijen, waaronder BrewDog, Brouwerij Noordt, Jopen, Kaapse Brouwers, Gulpener Bierbrouwerij, Brouwerij 't IJ, To Øl en Buxton Brewery.
Een opvallende samenwerking was met Jameson Irish Whiskey, wat leidde tot de creatie van Winnetou, een hoppige saison gerijpt op Jameson-vaten. Oedipus werkte ook samen met Arizona Wilderness en brouwde een bier met lokale micro-organismen uit de Amsterdamse grachten, wat leidde tot een spontaan vergist bier. Oedipus heeft ook samengewerkt met Artis en Micropia voor de Wild Microbe Ale, een bier vergist met gist afkomstig uit Artis. Voor het festival Lowlands brouwde Oedipus een witbier genaamd Club Paradise.
Oedipus werkt daarnaast samen met kunstenaars voor het ontwerp van etiketten. Zo ontwierp kunstenaar Philip Akkerman drie verschillende etiketten voor het bokbier Château Akkerman en dacht hij mee over de smaak van het bier.
Daarnaast heeft Oedipus samengewerkt met Paradiso om concerten te organiseren in hun brouwerij in Amsterdam-Noord, dat tussen de brouwketels plaatsvond.

## Locaties

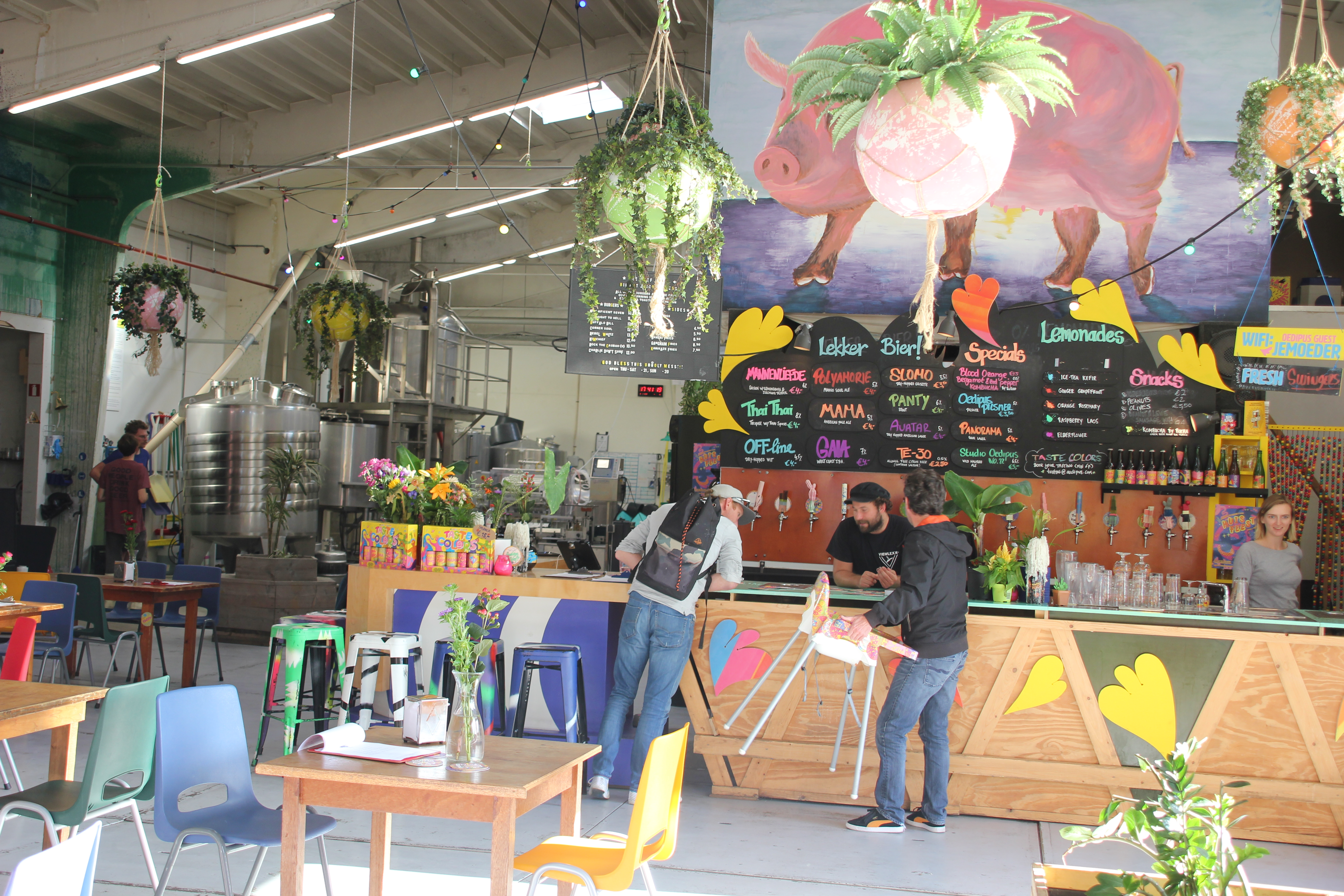
Het interieur van de voormalige brouwerij aan het Gedempt Hamerkanaal

### Oedipus Hoofdkwartier
In 2015 opende Oedipus een eigen brouwerij met taproom aan het Gedempt Hamerkanaal in Amsterdam-Noord. Deze locatie werd bekend als het Oedipus Hoofdkwartier, waar nieuwe bieren werden gebrouwen, gasten werden ontvangen in de taproom en feesten werden georganiseerd. De taproom had een bar met 12 tapkranen. Naast de taproom was er ook een productiehal. Deze locatie was oorspronkelijk bedoeld als tijdelijk onderkomen. In april 2024 sloot de brouwerij en taproom op deze locatie.

### Oedipus Badhuis
In 2020 opende Oedipus een tweede locatie in het voormalige badhuis op het Javaplein. Dit was een eetgelegenheid met een terras. Het pand fungeerde tevens als een tweede Oedipus brouwerij, naast de bestaande in Amsterdam-Noord. In de zomer van 2023 verliet Oedipus deze locatie.

### Oedipus Craft Space
In de zomer van 2024 opende Oedipus een nieuwe locatie, de Oedipus Craft Space, aan de Schaafstraat in Amsterdam-Noord. De brouwerij en taproom zijn verhuisd van het Gedempt Hamerkanaal naar deze locatie.

## Erkenning
Oedipus Brewing heeft verschillende onderscheidingen ontvangen voor hun bieren. In 2016 behaalde Offline de tweede plaats op de Amsterdamse Bierkaart van Misset Horeca. In 2020 werd Oedipus Brewing onderscheiden met de Bier Arend, een jaarlijkse prijs voor een bierproducent die naast kwalitatief bier ook een waardevolle bijdrage levert aan de biersector. De prijs werd toegekend voor hun inzet om bier te combineren met cultuur en hun succes in het bereiken van een jongere doelgroep.

### Brussels Beer Challenge
Tijdens de Brussels Beer Challenge werd het bier Mannenliefde meerdere malen bekroond. In 2023 ontving het een gouden medaille in de categorie 'Pale & Amber Ale: Modern Saison'. In 2024 volgde een zilveren medaille in dezelfde categorie.

### Dutch Beer Challenge
Bij de Dutch Beer Challenge 2018 werd Mannenliefde onderscheiden met een bronzen medaille in de categorie 'Blond: Saison'. In 2021 ontving het bier Gaia een zilveren medaille in de categorie 'Amber Ale – IPA'. In 2024 behaalde de brouwerij twee gouden medailles: één voor Oedipus Pilsner in de categorie 'Blond – Hoppy Lager', en één voor País Tropical in de categorie 'Amber Ale – Session IPA'. Daarnaast werd Pamela Vintage 2022 in datzelfde jaar bekroond met een bronzen medaille in de categorie 'Innovatie/Speciaal – Sour/Brett'.

### World Beer Cup
Bij de World Beer Cup behaalde Oedipus Brewing eveneens meerdere onderscheidingen. In 2018 werd Mannenliefde bekroond met een zilveren medaille in de categorie 'Specialty Saison'. In 2022 werd dit resultaat herhaald, terwijl het bier Swingers in datzelfde jaar een bronzen medaille won in de categorie 'Contemporary Gose'. In 2023 werd Mannenliefde in dezelfde categorie bekroond met een gouden medaille.